# Greg Kurstin
Gregory Allen Kurstin, detto Greg (Los Angeles, 14 maggio 1969), è un produttore discografico, musicista e compositore statunitense.
Conosciuto soprattutto per la sua attività di produttore, è attivo come musicista nei gruppi The Bird and the Bee e Geggy Tah.

## Carriera
Nato in California, ha iniziato a suonare tutti gli strumenti da giovane partendo da pianoforte, chitarra e basso. Ha studiato anche jazz a New York con Jaki Byard.
Tra i primi importanti artisti e gruppi con cui ha lavorato da produttore vi sono All Saints, Beck, Red Hot Chili Peppers, Geri Halliwell, Rachel Stevens, Marion Raven, Karen O e Peaches. Ha scritto molti brani presenti nell'album At War with the Mystics dei The Flaming Lips (2006).
Nel 2006 è coproduttore del disco d'esordio di Lily Allen, il pluricertificato Alright, Still. L'anno dopo è al lavoro con Kylie Minogue per l'album X. Inoltre è coautore del brano A Public Affair di Jessica Simpson.
Tra il 2007 e il 2008 lavora anche con Dragonette, Natasha Bedingfield, Sophie Ellis-Bextor (Catch You), Sia, Donna Summer, Britney Spears, Ladyhawke, Little Boots e altre.
Produce il secondo album di Lily Allen It's Not Me, It's You (2009) del quale è anche coautore. Ha ricevuto una nomination ai Grammy Awards 2009 nella categoria "produttore dell'anno". Nello stesso anno (2009) ha vinto tre Ivor Novello per il suo lavoro con Lily Allen.
Successivamente lavora all'album We Are Born di Sia e con quest'ultima ha lavorato anche in altri suoi album. Inoltre, tra il 2009 e il 2011 produce e/o scrive per Pixie Lott, KT Tunstall, Devo, Marina and the Diamonds, Gabriella Cilmi, James Blunt, Eliza Doolittle, T-Pain, Kesha, Miranda Cosgrove, Selena Gomez & the Scene, Mike Posner, Sky Ferreira, Hard-Fi, Christina Perri, Ximena Sariñana, Foster the People (Torches), Kelly Clarkson, James Morrison e altri artisti.
Nel 2012 produce Port of Morrow dei The Shins. Collabora, sempre nel 2012, con Kimbra, Rita Ora, Pink, Sam Sparro, Santigold e nuovamente con Sky Ferreira, Kelly Clarkson, Kesha e Marina and the Diamonds. In particolare per Pink produce diverse tracce dell'album The Truth About Love. Un altro album di successo da lui coprodotto è Heartthrob di Tegan and Sara.
Nel 2013 ha ricevuto di nuovo la nomination al Grammy come produttore dell'anno e anche nella categoria "registrazione dell'anno" per il singolo di Kelly Clarkson What Doesn't Kill You (Stronger).
Sempre nel 2013 lavora con Ellie Goulding (Burn), 3OH!3, Dido, Katy Perry e Kelly Clarkson (Wrapped in Red).
Nel 2014 ha lavorato con Shakira (Shakira), Lily Allen (Sheezus) e Lykke Li (I Never Learn).
Nel 2017 ha prodotto il disco d'esordio come solista dell'ex cantante degli Oasis Liam Gallagher, As You Were, e i dischi Colors di Beck, e Concrete and Gold dei Foo Fighters.
Nel 2018 ha prodotto l'album Love is Dead dei CHVRCHES e l'album Egypt Station di Paul McCartney.
Nel 2018 e nel 2019 si è ricongiunto con Liam Gallagher per collaborare alla scrittura e alla produzione del suo album Why Me? Why Not., pubblicato nel 2019.
Ha scritto insieme ad Adele e prodotto la canzone Easy on Me, primo singolo dell'album 30, uscito nel 2021 e di cui Kurstin figura tra i produttori.
Nel 2024 ha prodotto l'album Liam Gallagher John Squire dei due artisti britannici.